# Red narodnega heroja
Réd národnega herója je bilo vojaško odlikovanje SFRJ, Zvezne republike Jugoslavije in tudi Srbije in Črne gore, ki so ga podeljevali udeležencem narodnoosvobodilnega boja, ki so se izkazali v boju in za herojsko držo pred razrednim sovražnikom.

## Zgodovina
V biltenu Vrhovnega štaba NOVJ št. 12–13 (december 1941 in januar 1942) je bila objavljena vzpostavitev »naziva« »narodnega heroja« za »junaške in požrtovalne udeležence NOB«. 15. avgusta 1943  pa je Vrhovni štab Narodnoosvobodilne vojske in partizanskih odredov Jugoslavije z Ukazom o odlikovanjih v narodnoosvobodilni borbi uvedel vojaška odlikovanja: Red narodnega heroja, Red partizanske zvezde I., II. in III. stopnje, Red ljudske osvoboditve, Red hrabrosti ter Red bratstva in enotnosti. S tem ukazom je bilo tudi odločeno, da vsi dotedanji nosilci »naziva narodnega heroja«, ki jih je bilo 25, prejmejo odlikovanje Red narodnega heroja, ki se je med vojno podeljevalo posmrtno.
Med vojno (do 8. maja 1945) je bilo z vojaškim odlikovanjem Red narodnega heroja odlikovanih 151 oseb. Prva oseba, ki  je bila odlikovana med vojno je bil Petar Leković. V Sloveniji so bili med prvimi odlikovanimi Pino Tomažič, član Komunistične partije Italije, ki se je zavzemal za združitev vseh Slovencev v Italiji, Avstriji in Jugoslaviji v »Sovjetsko republiko Slovenijo«, Tone Tomšič - Gašper, organizacijski sekretar Centralnega komiteja Komunistične partije Slovenije, Slavko Šlander - Aleš, sekretar Pokrajinskega komiteja za severno Slovenijo Komunistične partije Slovenije, Slava Klavora, sekretarka SKOJ za mariborsko okrožje, Jože Lacko, član Centralnega komiteja Komunistične partije Slovenije, Štefan Kovač, sekretar Okrožnega komiteja Komunistične partije Slovenije in organizator narodnoosvobodilnega gibanja v Prekmurju ter drugi.

## Zvezna republika Jugoslavija ter Federacija Srbije in Črne gore
Po razpadu SFRJ je na delu nekdanje države nastala Zvezna republika Jugoslavija, ki se je kasneje preimenovala v Srbijo in Črno goro. Ta je leta 1998 izdala Zakon o odlikovanjih, s katerim je obdržala veljavnost nekaterih odlikovanj nekdanje Jugoslavije, med njimi tudi Red narodnega heroja, ki je postal četrto najvišje odlikovanje.

## Ugodnosti
Narodnemu heroju ali njegovi družini so po končani vojni pripadali tudi določeni privilegiji in denarni dodatek.

## Narodni heroji
Odlikovanje je bil do leta 1957 podeljeno 1222 moškim in 90 ženskam, skupno 1312 osebam.

### Rojeni v

#### Jugoslovani
- Bosna in Hercegovina – 284
- Črna gora – 247
- Hrvaška – 282
- Srbija – 256
- Slovenija – 156
- Makedonija – 63
- Tujina – 24

- Italija – 12
- ZDA – 3
- Avstrija – 2
- Grčija – 2
- Bolivija – 1
- Bolgarija – 1
- Češkoslovaška – 1
- Egipt – 1
- ZSSR – 1

#### Tujci
- ZSSR – 15
- Albanija – 3
- Češkoslovaška – 1
- Poljska – 1

### Socialna sestava
- 506 delavcev
- 207 kmetov
- 404 učiteljev, študentov, intelektualcev
- 73 častnikov
- 78 pripadnikov VKJ
- 39 drugi poklici
- 5 neznano

### Članstvo v Komunistični partiji Jugoslavije
Večina nosilcev je bilo članov Zveze komunistov Jugoslavije: 658 je bilo predvojnih, 600 jih je vstopilo med vojno, 1 po vojni in za 17 ni znan čas vstopa. 10 jih je bilo pred vojno članov SKOJ-a, 4 pa so postali člani med vojno. Trije so bili predvojni kandidati za člana Komunistične partije Jugoslavije (vsi postali člani med vojno). Za 19 politična usmeritev ni znana.

### Udeleženci narodnoosvobodilnega boja
Velika večina narodnih herojev je bilo prvoborcev (1.261), leta 1942 se je narodnoosvobodilnemu boju pridružilo 41, leta 1943 pa 5 narodnih herojev.

### Umrli
- 597 padlih med vojno
- 192 umrlih med vojno (v zaporih, taboriščih idr.)
- 32 umrlih za posledicami ran
- 31 naredilo samomor, da jih ni zajel sovražnik
- 5 naredilo samomor zaradi duševne stiske
- 4 umrlih zaradi bolezni
- 4 se jih je utopilo
- 66 jih je padlo v akciji po vojni

Skupaj: 931.